# Liste des chemins de fer et tramways touristiques de Belgique
Cette page donne la liste des chemins de fer, tramways (& rail-bike) touristiques de Belgique, ainsi que les musées associés à ce thème. La Belgique fût un des tout premiers pays à se doter d'un réseau de chemin de fer, et de nombreux passionnés souhaitent assurer la préservation de ce patrimoine technique et historique caractéristique de la Belgique. Il en est de même pour les nombreux réseaux de tramways, urbains ou vicinaux, qui structurèrent le territoire rural et urbain belge. L'ensemble constitue un attrait touristique majeur du pays.
Les listes qui suivent mentionnent sommairement les principales caractéristiques de chaque réseau touristique (encore existant ou disparu) : écartement des rails, type de matériel moteur : locomotive à vapeur, locomotive diesel, autorail, tramway, tramway vicinal, ... ; existence d'un musée associé au réseau touristique. Une page dédiée détaille les caractéristiques de la plupart de ces associations.
Les listes suivantes ne sont pas exhaustives et devront être complétées ou actualisées au fil du temps (dernière actualisation en janvier 2025) :

## Région de Bruxelles-Capitale
| Chemin de fer touristique/Musée                                                                   | Type                                     | Description | Ligne                                                        | Section | Écartement                         | Commune                | Statut                              |
| ------------------------------------------------------------------------------------------------- | ---------------------------------------- | --- | ------------------------------------------------------------ | --- | ---------------------------------- | ---------------------- | ----------------------------------- |
| MTUB (Musée du Transport Urbain Bruxellois)                                                       | Tramways Touristique, Musée              | Collection de matériel roulant (Tramways et autobus) accessible dans un abri-musée. | 3 lignes touristiques exploitées (2 en tramways & 1 en bus). | - Musée du Tram - Tervueren station (elle parcours une partie de la ligne 44 de la STIB. - Musée du Tram - Cinquantaine (elle parcours une partie de la ligne 39 et ligne 44 de la STIB). - Musée du Tram - Place Royale. | 1,435 (voie normale)               | Woluwe-Saint-Pierre    | En service                          |
| PTVF (Petit Train à Vapeur de Forest)                                                             | Train de jardin                          | Réseau à échelle de 1/8. |                                                              | 2,2 km | 5 pouce & 7 pouce ¼ (voie étroite) | Forest                 | En service                          |
| Train World                                                                                       | Musée national de la SNCB                | Présentation d'une petite partie de la collection du matériel roulant (dont un très petit nombre sont accessibles). Devrait organiser (à terme) des circulations historiques sur le réseau ferré national (Infrabel) avec des engins de la collection qui sont en état de marche.                                                               | Réseau ferré national                                        | | 1,435 (voie normale)               | Schaerbeek             | Ouvert (depuis 2015).               |
| Le "Musée des Chemins de Fer Belges"                                                              | Musée national de la SNCB (1er du noms). | Ce fut le premier musée national à exposer l'histoire du rail en Belgique. Il a été inauguré le 30 octobre 1951 (dans des locaux désaffectés de la gare de Bruxelles-Nord) à l'occasion du 25ème anniversaire de la SNCB. Depuis septembre 2015, il a été remplacé par le musée Train World (situé dans les emprises de la gare de Schaerbeek). |                                                              | |                                    | gare de Bruxelles-Nord | Fermé définitivement (depuis 2007). |
| MSTB (Museum Stoomtrein der Twee Bruggen) En français : Le Musée du Train à vapeur des Deux Ponts | Train Touristique                        | Collection de matériel roulant (locomotives à vapeur & diesels). | Le long du canal de Willebroek                               | Entre le pont Brûlé de Vilvorde et le Pont de Buda (5 km). | 1,435 (voie normale)               | Vilvorde               | Disparu (depuis 1995).              |

## Région flamande
| Chemin de fer touristique/Musée | Type                                                   | Description | Ligne                | Section | Écartement                                    | Commune             | Statut                 |
| --- | ------------------------------------------------------ | --- | -------------------- | --- | --------------------------------------------- | ------------------- | ---------------------- |
| SDP (Stoomtrein Dendermonde-Puurs) anciennement Belgische Vrienden van de Stoomlocomotief - BVS En français : Train à vapeur Termonde-Puurs | Train Touristique                                      | Association disposant de locomotives à vapeur, diesels et autorails. | Ligne 52 (Infrabel)  | Entre Baesrode-Nord (Termonde) et Puurs (14 km)                                                                                       | 1,435 (voie normale)                          | Baesrode            | En service             |
| SME (Stoomtrein Maldegem-Eeklo) anciennement Stoomcentrum Maldegem En français : Train à vapeur Maldegem-Eeklo                              | Train Touristique                                      | Association disposant de locomotives à vapeur, diesels et autorails. Collection de matériel roulant accessible dans un abri-musée. | Ligne 58 (Infrabel)  | Entre Maldegem et Eeklo (10 km) et entre Maldegem et Donck (1,5 km)                                                                   | 1,435 (voie normale) et 60 cm (voie étroite)  | Maldegem            | En service             |
| TTZ (Toeristische Trein Zolder) En français : Train Touristique de Zolder                                                                   | Train Touristique                                      | Association qui disposait de locomotives à vapeur et autorails. | Ligne 21B            | Circulait sur l'ancien raccordement industriel reliant le Charbonnage de Zolder au port charbonnier sur le canal Albert (à Genenbos). | 1,435 (voie normale)                          | Zolder              | Disparu (depuis 1989). |
| LSV (Limburgse Stoom - Vereniging) | Train Touristique                                      | Association qui disposait de locomotives à vapeur et diesel. Opérant ensuite sur le Kolenspoor (Chemin de Fer du Charbon), à la suite de la fermeture du "TTZ". | Ligne 21A (Infrabel) | Circulait sur l'ancienne ligne entre Waterschei et As.                                                                                | 1,435 (voie normale)                          | As                  | Disparu (depuis 2014). |
| Musée du Tramway de Schepdael | Musée                                                  | Ce musée héberge une importante collection d'engins vicinaux dans l'ancien dépôt-atelier préservé et restaurée intégralement. |                      | | 1,435 (voie normale) et 1,000 (voie métrique) | Schepdael (Dilbeek) | En service             |
| VlaTAM (Vlaams Tram- en Autobusmuseum) | Musée                                                  | Musée situé à l'arrêt du tram de Berchem (Anvers) et soutenu par l'opérateur de transport De Lijn héberge lui aussi une importante collection d'engins vicinaux dans un ancien dépôt-atelier. |                      | | 1,435 (voie normale)                          | Anvers              | En service             |
| Tramway de la côte belge | Tramway commercial (en exploitation de service public) | Tramways électriques avec une exploitation touristique par l'association T.T.O. - Noordzee (Toerisme, Transport en Ontspanning aan de Noordzee). |                      | | 1,000 (voie métrique)                         | La Panne            | En service             |
| Le musée du chemin de fer "De mijlpaal" | Musée                                                  | Ce petit musée ouvert à l'initiative de quelques membres du personnel des ateliers central SNCB de Malines se situait dans l'un des plus anciens bâtiments de l'Arsenal. En 2011, il dut fermer de manière assez abrupte dans le cadre du projet d'extension de la gare de Malines. Ironiquement, le bâtiment que le musée avait dû quitter - qui faisait partie d'un ensemble classé - échappa à la démolition en étant glissé d'une douzaine de mètres afin de libérer l'espace nécessaire à l'extension de la gare. |                      | |                                               | Malines             | Disparu (depuis 2011). |

## Région wallonne
| Chemin de fer touristique/Musée                             | Type                            | Description | Ligne                                                                              | Section | Écartement            | Commune                | Statut |
| ----------------------------------------------------------- | ------------------------------- | --- | ---------------------------------------------------------------------------------- | --- | --------------------- | ---------------------- | --- |
| CFS (Chemin de Fer de Sprimont)                             | Train Touristique               | Collection de matériel roulant industriel (vapeur et diesel) accessible dans un abri-musée. | Ligne de tramway 458                                                               | 1 km | 60 cm (voie étroite)  | Sprimont               | En service |
| R.R.R. (Rail Rebecq Rognon dit le Petit train du Bonheur)   | Train Touristique               | Collection de matériel roulant industriel (vapeur et diesel) accessible dans un abri-musée. | Ligne 115 (Infrabel) & Ligne 123 (Infrabel)                                        | Entre Rebecq et Rognon (4 km). | 60 cm (voie étroite)  | Rebecq                 | En service |
| Pairi Daiza Steam Railway (Parc animalier Pairi Daiza)      | Chemin de fer de parc animalier | Collection de matériel roulant industriel (vapeur et diesel) accessible dans un abri-musée. |                                                                                    | Tour du parc sur 2,5 km | 60 cm (voie étroite)  | Brugelette             | En service |
| ASVi (Association pour la Sauvegarde du Vicinal)            | Tramway Touristique, Musée      | Collection de matériel roulant (Tramway vicinal à vapeur, diesels et électriques) accessible dans un abri-musée à Thuin. | 3 lignes touristiques exploitées (1 en vapeur/diesels & 2 en diesels/électriques). | - Musée du Tram Vicinal - Thuin Ville-Basse - Musée du Tram Vicinal - Biesme-sous-Thuin - Musée du Tram Vicinal - Lobbes Entreville | 1,000 (voie métrique) | Thuin                  | En service |
| TTA (Tramway Touristique de l'Aisne)                        | Tramway Touristique             | Collection de matériel roulant (Tramway vicinal, diesels et à vapeur). Remarque : l'exploitation se fait d'Erezée à Lamorménil depuis 2015. | Ligne de tramway 579A                                                              | Entre Pont d'Érezée et Lamorménil (11,2 km).                                                                                        | 1,000 (voie métrique) | Érezée                 | En service |
| Tramway de Han (Grottes de Han)                             | Tramway Touristique             | Tramway vicinal diesels Remarque : même si elle est considérée par beaucoup comme une ligne touristique, la ligne est en réalité une ligne commerciale pour les grottes de Han. | Ligne de tramway 521/1                                                             | 5,4 km | 1,000 (voie métrique) | Han-sur-Lesse          | En service |
| Le Musée du tram en Luxembourg belge                        | Tramway Touristique             | Ce musée était implanté dans l'ancienne remise vicinale de Villers-devant-Orval. Il ne fut ouvert que quelques mois, en 2003. | Ligne de tramway 523                                                               | | 1,000 (voie métrique) | Villers-devant-Orval   | Disparu (depuis 2003). |
| MTCW (Musée des Transports en Commun de Wallonie)           | Musée                           | Musée dépourvu de voie de circulation mais présente des tramways (électriques et à vapeur), bus, trolleybus, etc. |                                                                                    | |                       | Liège                  | Ouvert |
| CFV3V (Chemin de Fer à Vapeur des Trois Vallées)            | Train Touristique, Musée        | Collection de matériel roulant (locomotives à vapeur, diesel, électrique et autorails) accessible dans un abri-musée à Treignes. | Ligne 132 (Infrabel)                                                               | Entre Mariembourg et Treignes (14 km)                                                                                               | 1,435 (voie normale)  | Mariembourg            | En service |
| PFT (Patrimoine Ferroviaire et Tourisme)                    | Train Touristique, Musée        | Collection de matériel roulant (locomotives à vapeur, diesel, électrique et autorails) accessible dans un abri-musée à Saint-Ghislain. Exploite également le Chemin de fer du Bocq. | Ligne 128 (Infrabel) & Réseau ferré national                                       | Entre Ciney et Bauche (18 km) | 1,435 (voie normale)  | Spontin/Saint-Ghislain | En service |
| Le "Chemin de fer Touristique des Hautes Fagnes (Vennbahn)" | Train Touristique               | Collection de matériel roulant (locomotive à vapeur et diesels). | Ligne 48 (Infrabel)                                                                | Entre Eupen et Bullange | 1,435 (voie normale)  | Raeren                 | Disparu (depuis 2001). |
| Le "Li Trimbleu"                                            | Train Touristique               | Collection de matériel roulant (locotracteurs diesel). | Ligne de tramway 466/1                                                             | Entre Blegny-Mine (Trembleur) et Mortroux                                                                                           | 1,000 (voie métrique) | Dalhem                 | Disparu (depuis 1991). En service du milieu des années 1970 jusqu'au 5 octobre 1991 (à la suite de l'accident ferroviaire du Trimbleu). |
| Le "Train Touristique Meuse-Molignée"                       | Train Touristique               | Ce chemin de fer touristique n'a circulé que deux saisons entre 1989 et 1990. | Ligne 136A (Infrabel) & Ligne 150 (Infrabel)                                       | Entre Ermeton-sur-Biert et Stave | 1,435 (voie normale)  |                        | Disparu (depuis 1991). |
| CF3F (Chemin de Fer des Trois Frontières)                   | Train Touristique               | Cette association a été constituée pour gérer la collection d'un particulier hébergée sur les dépendances de l'ancienne gare de Hombourg. En 2022, les bénévoles se concentrent sur la remise en état de la collection de matériel roulant qui est restée exposée à la pluie durant de nombreuses années (après avoir été acquise en état "fin d'exploitation"). | Ligne 38 (Infrabel)                                                                | Entre Hombourg et Montzen | 1,435 (voie normale)  | Hombourg               | En projet |
| Le "Musée Ferroviaire de Kinkempois"                        | Musée                           | Ce petit musée a été ouvert le 13 décembre 1988. Il retracai 150 ans d'histoire et dévolution du chemin de fer en Belgique. Son but était de promouvoir les chemins de fer et de sauvegarder le patrimoine ferroviaire. Il existait différents stands comme "la vapeur", "la voie", "l'exploitation", le "Nord-Belge", "Liège-Guillemins", la "Compagnie des wagons-lits", "la guerre et la résistance", la "caténaire", ainsi que la reconstitution d'une cabine de signalisation et d'un guichet. Ce musée disposait également d'objets, photos, peintures et de maquettes à caractère ferroviaire. En 2015, il dut fermer de manière assez abrupte (liquidation total du musée via des brocante organisées par le musée ou des donations vers d'autres musées ferroviaire) dans le cadre de la mise en vente de l'ensemble du site des anciens ateliers de Kinkempois en vue d'une hypothétique reconversion du site. Ironiquement, le bâtiment que le musée avait dû quitter (qui faisait partie d'un ensemble) n'est toujours pas démoli en 2024. |                                                                                    | |                       | Liège                  | Fermé définitivement (depuis 2015). |
| C.C.C.C (Club des Chercheurs et Correspondants Cheminots)   | Musée                           | Cette association gère le musée du Chemin de fer de Visé, dans ses locaux de l'ancienne loge du contremaître de la voie, à Visé Bas, juste à côté de l'ancienne gare voyageurs. |                                                                                    | |                       | Visé                   | Ouvert |
| Le "Centre du Rail et de la Pierre"                         | Musée                           | Ce petit musée présentait différents aspects de ces deux activités industrielles qui ont soutenu le développement du village, situé à la croisée de plusieurs lignes et surtout, au sommet des pentes escaladant l'Ardenne depuis la Meuse. |                                                                                    | |                       | Jemelle                | Fermé définitivement (depuis fin 2023).                                                                                                 |
| Le "RailBike des Hautes Fagnes"                             | Vélo-rail                       | Parcours (aller/retour) sur une partie de l'ancienne ligne de la "Vennbahn". | Ligne 48 (Infrabel)                                                                | Entre Leykaul (Montjoie-Kalterherberg) et Sourbrodt (14 km)                                                                         | 1,435 (voie normale)  | Leykaul                | En service (depuis 2004). |
| Les "Draisines de la Molignée"                              | Vélo-rail                       | Parcours (aller/retour) sur une partie de l'ancienne ligne 150 de la SNCB. | Ligne 150 (Infrabel)                                                               | Entre Maredsous et Warnant via Falaën (14 km)                                                                                       | 1,435 (voie normale)  | Warnant                | En service (depuis 1994). |